# Khúc côn cầu trên cỏ tại Đại hội Thể thao châu Á 2014
Khúc côn cầu trên cỏ tại Đại hội Thể thao châu Á 2014 được tổ chức ở Incheon, Hàn Quốc từ ngày 20 tháng 9 đến ngày 2 tháng 10 năm 2014.
Đội vô địch giải đấu đủ điều kiện trở thành đại diện châu Á tham dự Thế vận hội Mùa hè 2016.

## Lịch thi đấu
Tất cả các giờ đều là Giờ chuẩn Hàn Quốc (UTC+09:00)
| SL | Vòng sơ loại | ½ | Bán kết | HCĐ | Tranh huy chương đồng | HCV | Tranh huy chương vàng |

| NgàyNội dung | Thứ 7 20/9 | CN 21/9 | Thứ 2 22/9 | Thứ 3 23/9 | Thứ 4 24/9 | Thứ 5 25/9 | Thứ 6 26/9 | Thứ 7 27/9 | CN 28/9 | Thứ 2 29/9 | Thứ 3 30/9 | Thứ 4 1/10 | Thứ 4 1/10 | Thứ 5 2/10 | Thứ 5 2/10 |
| ------------ | ---------- | ------- | ---------- | ---------- | ---------- | ---------- | ---------- | ---------- | ------- | ---------- | ---------- | ---------- | ---------- | ---------- | ---------- |
| Nam          | SL         | SL      |            | SL         |            | SL         |            | SL         |         |            | ½          |            |            | HCĐ        | HCV        |
| Nữ           |            |         | SL         |            | SL         |            | SL         |            |         | ½          |            | HCĐ        | HCV        |            |            |

## Tóm tắt huy chương

### Bảng tổng sắp huy chương
| Hạng               | Đoàn               | Vàng | Bạc | Đồng | Tổng số |
| ------------------ | ------------------ | ---- | --- | ---- | ------- |
| 1                  | Ấn Độ              | 1    | 0   | 1    | 2       |
| 1                  | Hàn Quốc           | 1    | 0   | 1    | 2       |
| 3                  | Trung Quốc         | 0    | 1   | 0    | 1       |
| 3                  | Pakistan           | 0    | 1   | 0    | 1       |
| Tổng số (4 đơn vị) | Tổng số (4 đơn vị) | 2    | 2   | 2    | 6       |

### Danh sách huy chương
| Nội dung | Vàng | Bạc | Đồng |
| -------- | --- | --- | --- |
| Nam      | Ấn Độ · Rupinder Pal Singh · Kothajit Singh · Manpreet Singh · Sardara Singh · Dharamvir Singh · V. R. Raghunath · Gurbaj Singh · P. R. Sreejesh · Danish Mujtaba · Gurwinder Singh Chandi · S. V. Sunil · Birendra Lakra · Akashdeep Singh · Chinglensana Singh · Ramandeep Singh · Nikkin Thimmaiah | Pakistan · Imran Butt · Muhammad Imran · Muhammad Irfan · Ammad Shakeel Butt · Fareed Ahmed · Rashid Mehmood · Muhammad Waqas · Muhammad Umar Bhutta · Abdul Haseem Khan · Shafqat Rasool · Shakeel Abbasi · Muhammad Rizwan · Muhammad Tousiq · Muhammad Rizwan · Muhammad Dilber · Kashif Shah | Hàn Quốc · Lee Myung-ho · Oh Dae-keun · Lee Nam-yong · Kang Moon-kweon · Lee Seung-il · Yoon Sung-hoon · You Hyo-sik · Jung Man-jae · Kang Moon-kyu · Hyun Hye-sung · Hong Eun-seong · Kim Young-jin · Lee Seung-hoon · Kim Seong-kyu · Jang Jong-hyun · Nam Hyun-woo |
| Nữ       | Hàn Quốc · Heo Jae-seong · Kim Hyun-ji · Shin Hye-jeong · An Hyo-ju · Han Hye-lyoung · Park Mi-hyun · Kim Jong-eun · Kim Da-rae · Cho Eun-ji · Seo Jung-eun · Kim Ok-ju · Oh Sun-soon · Park Ki-ju · Jang Soo-ji · Lee Young-sil · Cheon Eun-bi                                                       | Trung Quốc · Li Dongxiao · Wang Mengyu · Huang Ting · Xu Xiaoxu · De Jiaojiao · Cui Qiuxia · Wu Mengrong · Xi Xiayun · Peng Yang · Liang Meiyu · Wang Na · Li Hongxia · Zhang Xiaoxue · Sun Xiao · Zhao Yudiao · Song Qingling                                                                   | Ấn Độ · Navjot Kaur · Deep Grace Ekka · Monika Malik · Thokchom Chanchan Devi · Savita Punia · Ritu Rani · Poonam Rani · Vandana Kataria · Deepika Thakur · Namita Toppo · Jaspreet Kaur · Sunita Lakra · Sushila Chanu · Rani Rampal · Amandeep Kaur · Lilima Minz   |

## Vòng loại
6 đội tuyển đứng đầu châu Á là Hàn Quốc, Ấn Độ, Pakistan, Nhật Bản, Trung Quốc và Malaysia có thể vào thẳng giải đấu nam. Đối với sáu suất tiếp theo sẽ được tìm ra ở vòng loại được tổ chức tại Dhaka, Bangladesh từ ngày 15 đến ngày 23 tháng 3 năm 2014.
Giải đấu vòng loại nữ được tổ chức tại Bangkok, Thái Lan từ ngày 15 đến ngày 23 tháng 2 năm 2014. Cả bốn đội đều đủ điều kiện tham dự Đại hội Thể thao châu Á nhưng sau đó đội tuyển Đài Bắc Trung Hoa rút lui khỏi cả hai giải đấu, Iran cũng rút lui khỏi nội dung giải đấu của nam.
| Thứ hạng | Đội tuyển         |
| -------- | ----------------- |
| 1        | Bangladesh        |
| 2        | Oman              |
| 3        | Sri Lanka         |
| 4        | Singapore         |
| 5        | Iran              |
| 6        | Đài Bắc Trung Hoa |
| 7        | Qatar             |
| 8        | Hồng Kông         |

| Thứ hạng | Đội tuyển         |
| -------- | ----------------- |
| 1        | Kazakhstan        |
| 2        | Thái Lan          |
| 3        | Đài Bắc Trung Hoa |
| 4        | Hồng Kông         |

## Chia bảng
Các đội được phân bổ theo vị trí của họ trên Bảng xếp hạng Thế giới FIH bằng cách sử dụng hệ thống serpentine để chia bảng.

### Nam
| Bảng A - Hàn Quốc (8) - Malaysia (13) - Nhật Bản (14) - Bangladesh (30) - Singapore (36) | Bảng B - Ấn Độ (9) - Pakistan (11) - Oman (22) - Trung Quốc (27) - Sri Lanka (40) |

### Nữ
| Bảng A - Trung Quốc (5) - Ấn Độ (13) - Malaysia (21) - Thái Lan (53) | Bảng B - Hàn Quốc (9) - Nhật Bản (10) - Kazakhstan (33) - Hồng Kông (40) |

## Bảng xếp hạng cuối cùng

### Nam
| Thứ hạng | Đội tuyển  | ST | T | H | B |
| -------- | ---------- | -- | - | - | - |
| 1        | Ấn Độ      | 6  | 4 | 1 | 1 |
| 2        | Pakistan   | 6  | 4 | 2 | 0 |
| 3        | Hàn Quốc   | 6  | 5 | 0 | 1 |
| 4        | Malaysia   | 6  | 3 | 1 | 2 |
| 5        | Trung Quốc | 5  | 2 | 1 | 2 |
| 6        | Nhật Bản   | 5  | 2 | 1 | 2 |
| 7        | Oman       | 5  | 2 | 0 | 3 |
| 8        | Bangladesh | 5  | 1 | 0 | 4 |
| 9        | Singapore  | 5  | 1 | 0 | 4 |
| 10       | Sri Lanka  | 5  | 0 | 0 | 5 |

### Nữ
| Thứ hạng | Đội tuyển  | ST | T | H | B |
| -------- | ---------- | -- | - | - | - |
| 1        | Hàn Quốc   | 5  | 5 | 0 | 0 |
| 2        | Trung Quốc | 5  | 4 | 0 | 1 |
| 3        | Ấn Độ      | 5  | 3 | 0 | 2 |
| 4        | Nhật Bản   | 5  | 2 | 0 | 3 |
| 5        | Malaysia   | 4  | 2 | 0 | 2 |
| 6        | Kazakhstan | 4  | 1 | 0 | 3 |
| 7        | Thái Lan   | 4  | 1 | 0 | 3 |
| 8        | Hồng Kông  | 4  | 0 | 0 | 4 |